# Marco Polo (Doctor Who)
Marco Polo  é o quarto serial da primeira temporada da série de ficção científica britânica Doctor Who. A história foi transmitida originalmente em sete semanas, entre 22 de fevereiro e 4 de abril de 1964 na BBC TV. Foi escrito por John Lucarotti e dirigido por Waris Hussein e John Crockett.
A história se passa na China, no ano 1289, onde os personagens regulares da série interagem coma  figura histórica de Marco Polo e do cã mongol Cublai Cã. Devido ao período histórico e o contexto, foi evitado o uso de elementos de ficção científica, além de instituir a maneira pela qual o Doutor e seus companheiros viajaram para o passado. Apesar de existirem gravações de áudio e ainda fotografias da história, nenhum arquivo deste arco é conhecido por ter sobrevivido.

## Sinopse
Chegando na Ásia Central em 1289, o Doctor e seus companheiros se juntam à caravana do famoso explorador veneziano Marco Polo, que está fazendo o seu caminho pelo Planalto de Pamir, pelo traiçoeiro Deserto de Gobi e através do coração da imperial Catai.
Tendo testemunhado vistas incríveis e sobrevivido a vários perigos, eles chegaram ao poderoso Palácio de Verão de Cublai Cã em Shang-tu, onde o Doctor começou uma extraordinária amizade com o governante também idoso.
Eles avançaram para o ainda mais luxuoso Palácio Imperial, em Peking, onde os viajantes salvaram Cublai Cã de uma tentativa de assassinato por senhor da guerra mongol Tegana – supostamente em uma missão de paz – antes de partirem mais uma vez na TARDIS.

## Enredo

### The Roof of the World
A tripulação da TARDIS tinha chegado aos resíduos de neve da Planície de Pamir. A nave está danificada e incapaz de fornecer luz, calor ou água. O Primeiro Doutor, Ian, Barbara e Susan enfrentam o risco de morrer de frio quando a noite se aproxima e a temperatura despenca.
Ian e Barbara adentram a tundra, para procurar combustível, mas ela vê uma silhueta na neve e eles voltam depressa. Enquanto isso, o Doctor descobriu o que havia de errado com a TARDIS, mas foi interrompido pelo retorno de Ian e Barbara. A criatura os seguiu e apareceu na porta da TARDIS. Os quatro são perseguidos, mas logo são cercados por soldados mongóis à beira de mata-los por serem espíritos do mal. Um homem ocidental, que acaba por ser Marco Polo, os interrompe.
Polo acolhe o Doctor, que está sofrendo mal de altitude, e seus companheiros em sua companhia. Ele apresenta alguns de seus colegas viajantes, incluindo Tegana, um senhor da guerra mongol. Tegana é um emissário da paz de Nogai Cã, que tem estado em guerra com Cublai Cã. Uma jovem Chinesa chamada Ping-Cho também está viajando com Polo, para que ela possa conhecer seu noivo de setenta e cinco anos de idade, de um casamento arranjado. Ping-Cho forma uma forte amizade com Susan.
Os Mongóis temem que o Doctor seja um feiticeiro maligno que ficara impotente fora da TARDIS, então Marco Polo o proíbe de entrar nela até o grupo parar em uma cidade no caminho do deserto. Nessa cidade, Polo diz, o Doctor poderia consertar sua nave.
Quando a caravana para no caminho à estação em Lop, Marco Polo diz ao Doctor que ele está requisitando sua “caravana voadora” como uma recompensa para o Imperador tentando comprar a saída de seu serviço.
Entretanto, o senhor Tegana compra um veneno para colocar no suprimento de água para a jornada no Deserto Gobi.

### The Singing Sands
Os viajantes fazem seu caminho através do Deserto Gobi. O Doctor, demonstrando petulância, se recusa a sair de sua tenda quando se estabelecem para a noite, angustiando Susan. Numa noite em que Ian e Marco Polo estão jogando xadrez, Susan desabafa sua frustração de eles estarem presos na Terra em vez de estarem explorando estrelas. Este espírito de exploração faz Ping-Cho e Susan seguir Tegana enquanto caminha pela noite. Uma violenta tempestade de areia, na qual as duas se perdem brevemente, impede Tegana de colocar o veneno nas cabaças com água. Ao contrario, ele as deixa abertas, fazendo com que a água vaze, sabendo muito bem que bandidos levarão a culpa.
Marco Polo insiste que a caravana prossiga, mas o racionamento da água cresce lentamente com o passar dos dias. Finalmente, Tegana é despachado para encontrar um famoso oásis. O Mongol encontra o oásis facilmente, mas não retorna com a água como prometido.

### Five Hundred Eyes
Com o suprimento de água completamente esgotado, a situação cresce desesperadamente. Os viajantes apenas sobrevivem a situação árida quando o Doctor e Susan coletam a água que condensou nas paredes da TARDIS durante a noite.
A caravana vai até a próxima estação no caminho até Tun-Huang, onde os estoques são reabastecidos e eles conhecem um incrédulo Tegana, que reingressa na caravana. Ping-Cho faz eles ficarem agradáveis com um conto de Ala-eddin (Aladdin) e os Hashashin (ou assassinos).
Tegana escapa durante a performance e faz seu caminho até a Caverna dos Quinhentos Olhos, onde ele é avisado pelos agentes Mongóis Malik e Acomat que Nogai esta montando um exército e marchando em direção à Karakorum. Tegana fala para Acomat, um bandido, atacar a caravana em breve e matar Marco Polo e os outros. Entretanto, Barbara ouve por acaso uma parte do plano, pois seguiu Tegana até a caverna, embora ela não tenha percebido o grau do envolvimento dele. Ela é encontrada e mantida prisioneira por Milik enquanto Tegana retorna para a caravana, fingindo surpresa quando o desaparecimento dela é descoberto.
O Doctor deduz que Barbara pode estar na caverna e vai até lá, acompanhado por Susan e Ping-Cho. Susan grita de medo quando vê um par de olhos “pintados” se movendo!

### The Wall of Lies
Marco, Ian e Tegana chegam à caverna depois de serem avisados por Chenchu. Barbara é resgatada depois que Ian descobre a sala secreta.
Quando o grupo retorna à caravana, Tegana tenta outra tática. Ele tenta fazer com que Marco fique desconfiado, dizendo que Susan está fazendo a cabeça de Ping-Cho contra ele e que o doctor possui uma segunda chave da TARDIS. Isso é combatido quando Barbara disse que só ficou em perigo quando seguiu Tegana até a caverna, mas Tegana categoricamente nega alguma vez ter estado lá antes. Marco carimba sua autoridade sobre a caravana, separando Ping-Cho e Susan, tornando-os cada vez mais desconfiados de Tegana. O estágio seguinte do plano de Tegana é reforçado quando ele prova para Marco que Doctor realmente tem uma segunda chave da TARDIS, levando Marco para testemunha-lo saindo da nave. Polo apreende a chave e tenta entrar, mas o Doctor avisa que a nave será destruída se uma pessoa não autorizada entra nela. Ele é levado e mantido sob guarda.
A caravana agora avista a Grande Muralha de Catai. A rota vira para o sul para Lan-Chow ao longo das margens do Rio Amarelo. Na próxima cidade, Sinju, Tegana se encontra com Acomat e diz-lhe para atacar a caravana duas noites mais tarde, na sua jornada através da Floresta de Bambu. Todos devem ser mortos. Acomat vai esperar o sinal de Tegana para atacar na selva.
Para escapar de Polo, Ian corta a tenda e evita o guarda. Seu plano é bater no guarda e permitir que os outros escapem; porém, quando ele chega à frente da tenda, ele descobre que o guarda já está morto.

### Rider From Shang-Tu
Pouco disposto a deixar Polo e seu grupo ao seus próprios destinos, Ian os alerta de que há um perigo iminente. Ele acorda Polo, que acorda Tegana, e eles começam a se armarem. Ian decide que será melhor atacar os bandidos jogando bambus no fogo para explodirem ruidosamente. Quando os bandidos atacam, Acomat é morto por Tegana por ele estar a ponto de expô-lo. Os outros bandidos fogem de medo. Em agradecimento por sua ajuda por defende-los do ataque dos bandidos, Marco Polo deixa Susan e Ping-Cho voltarem a fazer companhia uma para a outra e permite que os outros possam andar livremente.
O Doctor e seus companions tinham resolvido que Tegana é a fonte dos problemas da jornada, mas não podiam fazer com que Marco Polo percebesse o quão perigoso ele era. Um novo viajante chega à caravana, um cavaleiro mensageiro chamado Ling-Tau. Ele viajou de Shang-Tu (300 milhas de distância) em apenas 24 horas, trocando os cavalos a cada três milhas. Ele traz uma mensagem comandando que a caravana acelere, então Marco ordena que, assim que chegarem à cidade de Cheng-Ting, os viajantes devem levar tudo a cavalo enquanto a TARDIS e os outros pertences serão levados mais tarde. Como sempre, Tegana tem uma nova trama para a próxima parada. Ele se encontra com um aliado chamado Kuiju e suborna-o para tentar roubar a TARDIS enquanto o comboio está dividido e levá-la ao Karakorum, onde as tropas de Nogai estão concentradas.
Ping-cho sabe onde Marco Polo escondeu as duas chaves da TARDIS e dá uma para Susan para ajudar os viajantes do tempo a escapar. Mais tarde naquela noite o Doctor e seus companions esgueiram-se fora para retornarem à TARDIS e escaparem, mas Susan retorna para se despedir de Ping-Cho e é detida por Tegana.

### Mighty Kublai Khan
Ian deixa a TARDIS para convencer Tegana a livrar Susan. Tegana ordena que os outros saiam da TARDIS e livra Susan só quando o Doctor devolve a chave da TARDIS para Polo. Ian diz que ele é o culpado por roubá-la para salvar Ping-Cho. Como a jornada entra em suas fases finais, Ian tenta se desculpar com Marco Polo novamente dizendo a ele a verdade sobre a TARDIS. Marco não acredita que a TARDIS pode se mover através do tempo e diz que sabe que Ian é um mentiroso por dizer que roubou a chave, quando na verdade foi Ping-Cho. Ela os ouve e, temendo detecção, foge da caravana.
Quando deram por sua sua falta, Tegana e Ian se oferecem para procurá-la. Polo diz que Ian deve ir como quando eles conheceram Cublai Cã, Tegana deveria estar lá. Ian a encontra de volta em Cheng-Ting, tendo cavalgado sozinho, já que sabia tão bem; lá, ele descobre o fato de que Kuiju roubou a TARDIS do segundo comboio. De volta com Polo, Susan e Barbara o confrontam . Elas acreditam que Ping-Cho não deve se casar com um homem muito mais velho que ela. Isso provoca Polo a enviar Tegana depois de Ian para garantir que ele não está tentando liberar Ping-cho e fugir com a TARDIS.
Finalmente o grupo de Polo chega ao palácio de Cublai Cã. A princípio, o Doctor mostra beligerância a Cublai Cã mas eles logo se unem por causa de suas idades avançadas e de todos os problemas causados por elas, como artrites, por exemplo. Depois deles saírem juntos, Cublai diz a Polo que os soldados estão com um inchaço ao redor de suas fronteiras, de modo que pareceu que as informações de Tegana foram incorretas; Cublai aguarda o retorno do grande guerreiro. Quando Ian e Ping-Cho acham o bandido na estrada para Karakorum, eles o forçam a admitir a verdade, mas Tegana chega e ameaça matar Ping-Cho.

### Assassin At Peking
O impasse entre Ian e Tegana é quebrado quando Ling Tau e um bando de soldados chegam. Eles matam Kuiju, mas mais uma vez Tegana foge da situação apertada. O grupo inteiro concorda em cavalgar até o Palácio Imperial em Pequim. Durante o impasse, esperando que Ian e Ping-Cho fossem mortos, Tegana promete sua lealdade a Nogai.
Entretanto na capital da cidade, Cublai convida o Doctor para jogar gamão. O Doctor ganha 35 elefantes, quatro mil garanhões brancos, 25 tigres, o dente sagrado de Buda e todo o comércio de Burma por um ano — mas aposta tudo isso na liberação da TARDIS e perde. Cublai pressiona Marco para a história da “caravana mágica”. O emissário admite que ele estava errado em tentar obter o veículo, e só fazer isso para comprar sua liberdade. Cublai  não fica impressionado.Ele adverte Marco de que se ele não recuperar a sua confiança, será banido da corte.
Quando Tegana retorna à corte, ele convence Cublai de que Polo têm desafiado as leis da terra por não ter confiscado a TARDIS e matado Doctor e seus companions quando eles tentaram roubá-la de volta. Ian e Ping-Cho dizem para Cublai que Tegana afirmou que está trabalhando para Nogai. Cublai não tem certeza se acredita ou não deles. Ele diz que eles devem serem julgados em uma questão da corte.
No entanto, os acontecimentos tomam um rumo melhor para os outros. Ping-Cho é poupada de um casamento sem amor quando descobre que o homem idoso que estava para se casar faleceu depois de tomar um elixir da vida. Foi dada a oportunidade para voltar a Samarkand, mas ela acaba optando por permanecer com a corte de Cublai em Pequim.
O Doctor e seus companions, agora presos, decidem que alguém deve parar Tegana. Eles acreditam que ele ira matar Cublai para criar uma vitória fácil para o exército de Nogai. Eles atacam seu guarda e se libertaram. Eles encontram Polo e contam a teoria que formaram sobre Tegana. Polo imediatamente corre para a sala de trono.
Tegana mata os guardas de Cublai, assim como o Grão-vizir quando este tentou protege-lo e vai em direção de Doctor e seus aliados quando eles chegam. Tegana é parado por uma longa luta de espadas com Polo. Sua missão falha, Tegana tira a própria vida com uma lança, em vez de ser morto pelos homens de Cublai. Quando os corpos são removidos, Marco Polo apressadamente dá as chaves da TARDIS para o Doctor e seu grupo e ordena-lhes que escapem. A “caravana mágica” desaparece diante dos olhos de Cublai e seus cortesãos. Ele perdoa Marco Polo, e implica que ele será permitido a voltar para Veneza. Como Polo pergunta onde o Doctor e seus companions estão agora, uma imagem dos viajantes do tempo ao redor do console da TARDIS é vista (por quem?) fugindo pelas estrelas...